# Georg von Schönerer
Georg Heinrich Schönerer (Beč, 17. srpnja 1842. – Schloss Rosenau (Donja Austrija) 14. kolovoza 1921.) od 1860. do 1888. i od 1917. do 1919. Georg Heinrich Ritter von Schönerer, austrijski veleposjednik i političar.
Bio je žestoki protivnik političkog katoličanstva i radikalni antisemit. Vršio je snažan utjecaj na Adolfa Hitlera koji ga je slijedio kao jednog od svojih uzora.